# Алкидов, Владимир Яковлевич
Влади́мир Я́ковлевич Алки́дов (12 августа 1920 — 27 ноября 1982) — советский лётчик-истребитель, участник Великой Отечественной войны, командир звена 434-го истребительного авиационного полка 8-й воздушной армии Сталинградского фронта, Герой Советского Союза (12.08.1942), Гвардии капитан.

## Биография
Родился в селе Алкужи в семье рабочего. По национальности русский. По окончании неполной средней школы работал слесарем. Прошёл обучение в аэроклубе.
```
В 
Красной Армии
 с 
1939 года
. В 
1940 году
 окончил 
 Качинскую военную авиационную школу
.
```

С июня 1941 года в звании лейтенанта участвовал в Великой Отечественной войне в составе 87-го истребительного авиационного полка. Участник боёв за Москву в составе 521-го истребительного авиационного полка.
По завершении битвы за Москву 521-й истребительный авиационный полк перебазирован на Калининский фронт, под Ржев. 22 марта 1942 года звено в составе В. Я. Алкидова, А. Я. Баклана и С. Селищева одержало победу в воздухе над 27 немецкими самолётами, пять из них были сбиты. За этот бой командующим воздушной армией М. В. Громовым в торжественной обстановке отважным лётчикам были вручены ордена Ленина.
В апреле 1942 года переведён в вновь сформированный особый 434-й истребительный авиационный полк. В составе этого полка воевал на Южном фронте, участвовал в боях под Харьковом и Сталинградом.
В этих боях им было совершено триста боевых вылетов и лично сбито десять самолётов противника.
Указом Президиума Верховного Совета СССР «О присвоении звания Героя Советского Союза начальствующему составу авиации Красной Армии» от 12 августа 1942 года

За образцовое выполнение боевых заданий командования на фронте борьбы с немецкими захватчиками и проявленные при этом отвагу и геройство

лейтенанту Алкидову Владимиру Яковлевичу присвоено звание Героя Советского Союза с вручением ордена Ленина и медали «Золотая Звезда» (№ 917).
22 июля 1942 года в районе города Калач-на-Дону был сбит. Будучи тяжело раненым, сумел выпрыгнуть с парашютом, но при приземлении потерял сознание и попал в плен. Находился в лагере военнопленных в 20 км северо-западнее г. Калач, затем был переведён в госпиталь для военнопленных в г. Миллерово, из которого 8 августа 1942 года совершил побег, скрывался на хуторе Пездняки Мигулинского района Ростовской области. 11 декабря 1942 года был задержан местными полицаями и передан итальянским войскам и направлен в лагерь военнопленных, находящийся в местечке Мешково Мигулинского района Ростовской области. 21 декабря 1942 года совершил второй побег, перешёл линию фронта и явился в особый отдел одной из стрелковых дивизий Красной Армии.
29 декабря 1944 года направлен для прохождения дальнейшей службы командиром звена в 529-й истребительный авиационный полк 296-й истребительной авиационной дивизии.
В августе 1945 года, в должности командира звена 529-го ИАП, гвардии капитан Алкидов принимал участие в Советско-японской войне, где совершил 5 успешных боевых вылетов на штурмовку, лично уничтожил один паровоз и три вагона, а также поджег мост, за что был награждён орденом Красной Звезды
С 1946 года капитан Алкидов — в запасе. Жил в городе Славянске-на-Кубани (Краснодарский край). Умер 27 ноября 1982 года.

## Награды
- Медаль «Золотая Звезда» Героя Советского Союза (№ 917)
- Два ордена Ленина (26.03.1942, 12.08.1942)
- Орден Красной Звезды (30.08.1945)
- Медали, в том числе:
  - Медаль «За оборону Москвы»
  - Медаль «За оборону Сталинграда»
  - Медаль «За победу над Германией в Великой Отечественной войне 1941—1945 гг.»
  - Медаль «За победу над Японией»

## Память
- Похоронен в городе Славянске-на-Кубани.
- В Моршанском историко-художественном музее В. Я. Алкидову посвящён стенд, рассказывающий о славных подвигах лётчика-аса[4].